# Platycleis parnon
Platycleis parnon är en insektsart som först beskrevs av Willemse, F.M.H. 1980.  Platycleis parnon ingår i släktet Platycleis och familjen vårtbitare. Inga underarter finns listade i Catalogue of Life.